# ランバー
ランバー（Rambha、1976年6月5日  - ）は、インドの女優。1990年代から2000年代初頭のインド映画を代表する女優として知られている。20年近いキャリアの中でマラヤーラム語映画、テルグ語映画、タミル語映画、ヒンディー語映画、カンナダ語映画、ボージュプリー語映画、ベンガル語映画、英語映画などに100本以上出演した。

## 生い立ち
1976年6月5日にヴィジャヤワーダのテルグ人家庭に生まれ、「ヴィジャヤラクシュミー・イェーダ（Vijayalakshmi Yeedi）」と名付けられた。ランバーはアトキンソンズ・シニア・セカンダリー・スクールに進学し、7回生の時に学校行事で行われた演劇でアンマヴァルを演じた。この学校行事にはハリハランも出席しており、後に彼女を『Sargam』に起用している。当初は「アムルータ（Amrutha）」の芸名を名乗っていたが、『Aa Okkati Adakku』からは「ランバー（Rambha）」と名乗るようになった。

## キャリア
15歳の時に学校を中退し、『Sargam』で女優デビューする。同作は興行的な成功を収め、さらにE・V・V・サティヤナーラーヤナの目に留まり『Aa Okkati Adakku』に起用された。同作への出演をきっかけに知名度を上げたランバーは、チランジーヴィ主演作『Hitler』などに出演し、主に恋敵役を演じた。2003年には『Three Roses』をプロデュースするが、興行的に失敗して多額の負債を抱えてしまい、自宅を売却して負債の返済に充てている。2010年に『Vidiyum Varai Kathiru』に出演し、同作ではプラカーシュ・ラージと共演してタミル語、テルグ語、マラヤーラム語で撮影されたものの、劇場公開はされなかった。また、同時期に結婚した後、以前ほど役柄に恵まれる機会が減ったことを機に映画界から離れ、『Maanada Mayilada』『Dhee』『Kings of Comedy Juniors』などのリアリティ番組に活動の場を移した。

## 私生活
2010年4月8日、カナダ在住のスリランカ系タミル人実業家インドラクマール・パトマナダンとティルマラで結婚式を挙げた。ランバーは夫の活動拠点であるトロントに移住し、1男2女を出産している。